# عبيد الله بن الحبحاب
عبيد الله بن الحبحاب السلولي ،كان والي أفريقية في عهد الخليفة الأموي هشام بن عبد الملك، من أبرز أعماله بناء أو تجديد بناء جامع الزيتونة.

## سيرته
هو عبيد الله بن الحبحاب السلولي القيسي، أمير من الرؤساء النبلاء الخطباء. كان مولى لبني سلول ونشأ كاتبا وولي على مصر سنة 111هـ وفي عام 116هـ نقله الخليفة هشام بن عبد الملك إلى أفريقية فسار إليها وضبط أمورها وسير حملة إلى صقلية بقيادة حبيب بن أبي عبيدة الفهري، ووجه كذلك جيشا بقيادة ابنه إسماعيل ففتح بلاد السودان (السنغال)، كما وجه جيشا بقيادة ابنه عبد الرحمن إلى بلاد السوس فوطد الحكم فيها. اتخذ في (تونس) دار صناعة لإنشاء السفن الحربية وبنى فيها جامع الزيتونة. انتشر في أيامه مذهب الإباضية والصفرية في برابرة المغرب، لأن هذا المذهب يسوي بين المسلمين ولا يفرق بين أمازيغ وعرب. كان بعض عماله قد أساؤوا السيرة واشتدوا في الظلم والجور، ومنهم عامله على طنجة عمر بن عبد الله المرادي، فثار الأمازيغ سنة 122هـ بزعامة ميسرة المدغري ونقضوا الطاعة لعبيد الله بن الحبحاب ووثبوا على طنجة فاستولوا عليها وقتلوا عاملها عمر بن عبد الله المرادي، وكان يسومهم ظلما. أعد ابن الحبحاب في القيروان جيشا مؤلفا من خيار العرب وأشرافهم وفرسانهم لقمع ثورة الأمازيغ والتقى هذا الجيش بجيش الأمازيغ بقيادة ميسرة بالقرب من طنجة وكانت الغلبة للأمازيغ وسميت بغزوة الأشراف. لما علم الخليفة هشام بن عبد الملك بهذه الوقعة وما أصاب العرب فيها قال: «والله لأغضبن لهم غضبة عربية ولأبعثن لهم جيشا أوله عندهم أخره عندي ثم لا تركت حصن بربري إلا جعلت جانبه خيمة قيسي أو يميني»، فاستدعى عبيد الله بن الحبحاب من أفريقية فخرج منها عام 123هـ وخلفه في الإمارة كلثوم بن عياض القشيري ولا يعلم تاريخ وفاة ابن الحبحاب، وتوفي بعد سنة 123هـ

## أهم إنجازات القائد العربي عبيد الله بن الحبحاب
أقدم الجوامع الإسلامية بالتأكيد هو جامع عمرو بن العاص الذي بناه عمرو بمدينة الفسطاط عام 642 من الميلاد، ثم جامع القيروان أسسه قائد حملة الفتحات الإسلامية الأولى على إفريقيا عقبة ابن نافع سنة 670 ميلادي ثم الجامع الأموي بدمشق حيث بناه الخليفة الأموي الوليد بن عبد الملك عام 705 من الميلاد، وكان قبله في ذلك المكان معبد وثني ثم كنيسة، وبعده يأتي جامع الزيتونة الذي بناه الوالي عبيد الله بن الحبحاب في تونس عام 732 من الميلاد.

## جامع الزيتونة
يرتبط تاريخ كل بلد من البلدان بجملة من المعالم التاريخية البارزة التي تقف شامخة أبدا، عنوانا لتأصله وتميزه عن باقي الأقطار والدول، وفي تونس يقف جامع الزيتونة المعمور منذ أكثر من 1300 سنة شاهدا على تجذر هذا البلد في إسلامه ورمزا لتعلق أهله بدينهم الحنيف، إضافة إلى كونه منارة علم وتعليم أشعت وما زالت تشع على محيطها القريب والبعيد، وذلك من خلال جامعة الزيتونة التي نشأت بين جدران هذا المسجد العظيم وتحولت اليوم إلى مؤسسة جامعية عصرية تجمع، في وفاق تام، بين الأصالة والحداثة.
وجامع الزيتونة هو ثاني الجوامع التي أقيمت بإفريقية بعد جامع عقبة بن نافع بالقيروان. وينسب أمر تشييده عام 116 هـ إلى عبيد الله بن الحبحاب والي هشام بن عبد الملك الأموي على إفريقية،
وتحديد عبيد الله بن الحبحاب وهو من قام ببناء هذا الجامع الذي بات ذكر تونس مقترنا به، ومكن أفريقية من سبق تأسيس أول جامعة علمية إسلامية. فالبكري في كتابه «المسالك والممالك» وابن خلدون في كتابه «العبر» وكذلك السرّاج صاحب «الحلل السندسيّة في تاريخ البلاد التونسيّة» وحسن حسني عبد الوهاب في كتابه «خلاصة تاريخ تونس» يؤكدون أن باني الجامع هو عبيد الله ابن الحبحاب سنة «731 م».

## تاريخ بناء الجامع
اختلف المؤرخون أيضا في تحديد سنة بناء الجامع، فمنهم من قال إن ذلك كان سنة (114 هـ) إلا أن البعض وبالرّجوع إلى تاريخ دخول ابن الحبحاب إلى أفريقية واليا عليها (116 ـ 123 هـ/736 ـ 742م) رجّح أن يكون تاريخ بناء جامع الزيتونة هو سنة (116 هـ) وقد رجح ابن أبي الضياف في كتابه «الإتحاف» هذا الرأي الذي تؤكده جلّ المؤلفات المشرقية منها كتاب «الكامل» لابن الأثير. لكن الثابت والأكيد أن أمراء الدولة الأغلبية في القرن الثالث الهجري قد قاموا بتوسيعه وتحسين هندسته وزخرفته ومرافقه.

## منارة علم ودين
إن ما تميز به الجامع من طرق تدريس ومناهج متطورة تشمل اللغة والعلوم الدينية والفقه جعل منه بالفعل جامعة بالمعنى العلمي للكلمة، وهو بذلك يكون قد سبق الأزهر بمصر من حيث أهمية اضطلاعه بنشر العلوم الدينية والمحافظة على مكونات الهوية العربية الإسلامية لا سيما في فترات الانحطاط التي مر بها العالم العربي والإسلامي.
لقد أشع جامع الزيتونة المعمور بنور علمه على مختلف أنحاء العالم الإسلامي، فكان عبر الأحقاب التاريخية منارة علم ودين أضاءت على العالم العربي شرقا وعلى المغرب الكبير غربا وعلى إفريقيا جنوبا وعلى الأندلس شمالًا.

## مقتله
قُتِل عبيد الله بن الحبحاب على يد أبي جعفر المنصور في مدينة واسط مع يزيد بن عمر بن هبيرة أخر ولاة الدولة الأموية على العراق وذلك في سنة 132 هـ.